# Дженал
Дженал (рос. Дженал) — село у Зольському районі Кабардино-Балкарії Російської Федерації.
Орган місцевого самоврядування — сільське поселення Залукодес. Населення становить 287 осіб.

## Історія
Згідно із законом від 27 лютого 2005 року органом місцевого самоврядування є сільське поселення Залукодес.

## Населення
| 2002 | 2010 |
| ---- | ---- |
| 298  | ↘287 |